# Bizarre Creations
Bizarre Creations was een softwarebedrijf uit Liverpool dat voortkwam uit Raising Hell Software. Bizarre Creations begon met vijf werknemers die aan een project werkten dat 'Slaughter' heette.
Nadat het bedrijf Psygnosis de demo van het spel had gezien, werd Bizarre Creations gevraagd om het spel Formula 1 te ontwikkelen voor de PlayStation. Formula 1 werd het bestverkochte spel in Europa in 1996.
In 2006 maakte het bedrijf openbaar dat ze ook spellen gingen maken van andere genres dan racespellen. Het spel The Club, een third-person shooter, kwam uit op 7 februari 2008.
Op 26 september 2007 is Bizarre Creations opgekocht door Activision.
Op 20 januari 2011 kondigde Activision dat ze de studio gingen sluiten. Dit gebeurde uiteindelijk op 18 februari 2011.

## Spellen van Bizarre Creations
- James Bond 007: Blood Stone - Xbox 360, PlayStation 3, PC (2010)
- Blur - Xbox 360, PlayStation 3 - (2010)
- Geometry Wars: Retro Evolved 2 - Xbox Live Arcade (2008)
- The Club - Xbox 360, , Microsoft Windows (2008)
- Geometry Wars: Galaxies - Nintendo DS, Wii (2007)
- Project Gotham Racing 4 - Xbox 360 (2007)
- Boom Boom Rocket — Xbox Live Arcade (2007)
- Geometry Wars: Retro Evolved — Xbox Live Arcade (2005), Windows Vista (2007)
- Project Gotham Racing 3 — Xbox 360 (2005)
- Project Gotham Racing 2 — Xbox (2003)
- Treasure Planet — PlayStation 2, Game Boy Advance (2002)
- Project Gotham Racing — Xbox (2001)
- Fur Fighters: Viggo's Revenge — PlayStation 2 (2001)
- Metropolis Street Racer — Sega Dreamcast (2001)
- Fur Fighters — Sega Dreamcast, Windows (2000)
- Formula 1 97 / Formula One: Championship Edition — PlayStation (1997)
- Formula One — PlayStation (1996)
- Wiz 'n' Liz — Sega Mega Drive, Amiga (1993)
- The Killing Game Show/Fatal Rewind — Sega Mega Drive (1991), Amiga (1990), Atari ST (1990)